# Forbidden Nights
Forbidden Nights (Noches prohibidas en español) es una película televisiva del año 1990 dirigida por Waris Hussein y protagonizada por Melissa Gilbert, Melissa Sue Anderson y Robin Shou en los papeles principales.

## Sinopsis
Judith Shapiro es una profesora estadounidense que se enamora de Liang Hong, un radical chino que trata de llevar la reforma política a su tierra natal. Ella pone todos sus deseos y sueños de distancia para encajar en sus ideales, pero pronto empiezan los problemas por venir

## Reparto
- Melissa Gilbert como Juith Shapiro.
- Robin Shou como Liang Hong.
- Melissa Sue Anderson como Marie Shapiro.
- Victor Wong como Ho.
- Tzi Ma como Li Dao.
- Stephen Fung como Liang Hong de niño.